# Lerhagen
Lerhagen är ett bostadsområde i Jönköping med många hus byggda i början av 2000-talet. Tomterna tillhörde då Jönköpings dyraste. Området ligger strax väster om ett annat bostadsområde som byggdes ungefär samtidigt, Åbolid. Från Lerhagen har man utsikt över Vättern och resten av Jönköpings tätort.